# كريستيان فينبوغاسون
كريستيان فينبوغاسون (بالآيسلندية: Kristján Finnbogason)‏ هو لاعب كرة قدم آيسلندي في مركز حراسة المرمى، ولد في 8 مايو 1971 في آيسلندا. شارك مع منتخب آيسلندا لكرة القدم. أما مع النوادي، فقد لعب مع ابروتاباندلاج أكرانيس وفيمليكافيلاغ هافنارفيارذار وناتدبيرنوفيلاغ ريكيافيكور ونادي آير يونايتد ونادي فيلكير.

## وصلات خارجية
- كريستيان فينبوغاسون على موقع الاتحاد الأوربي (الإنجليزية)
- كريستيان فينبوغاسون على موقع قاعدة بيانات كرة القدم.إي يو (الإنجليزية)
- كريستيان فينبوغاسون على موقع ناشيونال فوتبول تيمز (الإنجليزية)
- كريستيان فينبوغاسون على موقع Soccerbase.com (لاعب) (الإنجليزية)
- كريستيان فينبوغاسون على موقع عالم كرة القدم.نت (الإنجليزية)
- كريستيان فينبوغاسون على موقع AS.com (الإسبانية)